# Grímsnes
Le Grímsnes est un système volcanique peu actif de la frange est de la zone volcanique Ouest de l'Islande.

## Géographie
Le Grímsnes est un système volcanique de la frange est de la zone volcanique Ouest de l'Islande. Avec 12 km de long, il est l'un des plus petits systèmes du pays. Peu élevé le massif culmine à 314 m à Seyðishólar.

## Géologie
Le système est doté d'un volcan central embryonnaire, et d'un faisceau de failles modérément développé.

## Histoire
Les éruptions ont principalement émis un magma à basalte théoléïtique. Elles sont relativement anciennes avec des dates dépassant 7 000 ans. Sa nature embryonnaire et l'absence d'activité géothermique à haute température, ainsi que d'extrusif siliceux, laissent envisager que le volcan central est inactif. Il a été relevé un cas d'éruption explosive (VEI de 3 à 4) qui s'est produit il y a 9 500 ans à Seyðishólar.